# Bathyraja parmifera
Bathyraja parmifera är en rockeart som först beskrevs av Bean 1881.  Bathyraja parmifera ingår i släktet Bathyraja och familjen egentliga rockor. IUCN kategoriserar arten globalt som livskraftig. Inga underarter finns listade.